# Squash-Mannschaftsweltmeisterschaft 1983
Die 9. Mannschafts-Weltmeisterschaft der Herren (englisch 1983 Men's World Team Squash Championships) fand vom 13. bis 21. Oktober 1983 in Auckland, Neuseeland statt. Insgesamt nahmen wie im Vorjahr 20 Mannschaften teil, wobei die Junioren-Nationalmannschaft Neuseelands nur als inoffizieller Teilnehmer mitspielte. Die Mannschaft durfte an den Gruppenspielen der Vorrunde teilnehmen, nicht mehr jedoch in der Haupt- und Finalrunde. Mit Wales, Japan und Papua-Neuguinea gaben drei Mannschaften ihr Debüt bei einer Weltmeisterschaft.
Titelverteidiger war Pakistan, das seinen Titel im Finale gegen England verteidigte. Dies war Pakistans dritter Titel. Australien wurde Dritter vor der Föderation Arabischer Republiken. Eine Mannschaft aus dem deutschsprachigen Raum trat nicht an.

## Modus
Die teilnehmenden Mannschaften traten in zwei Gruppen an. Innerhalb der Gruppe wurde im Round Robin-Modus gespielt, die beiden bestplatzierten Mannschaften zogen in die Hauptrunde ein, die nach demselben Modus gespielt wurde. Die besten beiden Mannschaften der Hauptrunde zogen ins Halbfinale ein. Dieses wurde im K.-o.-System ausgetragen. Alle Plätze wurden ausgespielt.
Alle Mannschaften bestanden aus mindestens drei und höchstens vier Spielern, die in der Reihenfolge ihrer Spielstärke gemeldet werden mussten. Pro Begegnung wurden drei Einzelpartien bestritten. Eine Mannschaft hatte gewonnen, wenn ihre Spieler zwei der Einzelpartien gewinnen konnten. Die Spielreihenfolge der einzelnen Partien war unabhängig von der Meldereihenfolge der Spieler.

## Ergebnisse

### Vorrunde

#### Gruppe A
| Rang | Land                | Sp. | S | N | Sp.-Diff. | Punkte |
| ---- | ------------------- | --- | - | - | --------- | ------ |
| 1    | Pakistan            | 4   | 4 | 0 | 12:0      | 8      |
| 2    | Neuseeland Junioren | 4   | 3 | 1 | 8:4       | 6      |
| 3    | Kanada              | 4   | 2 | 2 | 7:5       | 4      |
| 4    | Singapur            | 4   | 1 | 3 | 2:10      | 2      |
| 5    | Schottland          | 4   | 0 | 4 | 1:11      | 0      |

| Pakistan        | – | Neuseeland Jun. | 3:0 |
| Pakistan        | – | Kanada          | 3:0 |
| Pakistan        | – | Singapur        | 3:0 |
| Pakistan        | – | Schottland      | 3:0 |
| Neuseeland Jun. | – | Kanada          | 2:1 |

| Neuseeland Jun. | – | Singapur   | 3:0 |
| Neuseeland Jun. | – | Schottland | 3:0 |
| Kanada          | – | Singapur   | 3:0 |
| Kanada          | – | Schottland | 3:0 |
| Singapur        | – | Schottland | 2:1 |

#### Gruppe B
| Rang | Land               | Sp. | S | N | Sp.-Diff. | Punkte |
| ---- | ------------------ | --- | - | - | --------- | ------ |
| 1    | England            | 4   | 4 | 0 | 12:0      | 8      |
| 2    | Vereinigte Staaten | 4   | 3 | 1 | 9:3       | 6      |
| 3    | Simbabwe           | 4   | 2 | 2 | 6:6       | 4      |
| 4    | Papua-Neuguinea    | 4   | 1 | 3 | 3:9       | 2      |
| 5    | Kuwait             | 4   | 0 | 4 | 0:12      | 0      |

| England            | – | Vereinigte Staaten | 3:0 |
| England            | – | Simbabwe           | 3:0 |
| England            | – | Papua-Neuguinea    | 3:0 |
| England            | – | Kuwait             | 3:0 |
| Vereinigte Staaten | – | Simbabwe           | 3:0 |

| Vereinigte Staaten | – | Papua-Neuguinea | 3:0 |
| Vereinigte Staaten | – | Kuwait          | 3:0 |
| Simbabwe           | – | Papua-Neuguinea | 3:0 |
| Simbabwe           | – | Kuwait          | 3:0 |
| Papua-Neuguinea    | – | Kuwait          | 3:0 |

#### Gruppe C
| Rang | Land       | Sp. | S | N | Sp.-Diff. | Punkte |
| ---- | ---------- | --- | - | - | --------- | ------ |
| 1    | Australien | 4   | 4 | 0 | 12:0      | 8      |
| 2    | Schweden   | 4   | 3 | 1 | 9:3       | 6      |
| 3    | Wales      | 4   | 2 | 2 | 6:6       | 4      |
| 4    | Malaysia   | 4   | 1 | 3 | 3:9       | 2      |
| 5    | Hongkong   | 4   | 0 | 4 | 0:12      | 0      |

| Australien | – | Schweden | 3:0 |
| Australien | – | Wales    | 3:0 |
| Australien | – | Malaysia | 3:0 |
| Australien | – | Hongkong | 3:0 |
| Schweden   | – | Wales    | 3:0 |

| Schweden | – | Malaysia | 3:0 |
| Schweden | – | Hongkong | 3:0 |
| Wales    | – | Malaysia | 3:0 |
| Wales    | – | Hongkong | 3:0 |
| Malaysia | – | Hongkong | 3:0 |

#### Gruppe D
| Rang | Land       | Sp. | S | N | Sp.-Diff. | Punkte |
| ---- | ---------- | --- | - | - | --------- | ------ |
| 1    | Ägypten    | 4   | 4 | 0 | 11:1      | 8      |
| 2    | Neuseeland | 4   | 3 | 1 | 10:2      | 6      |
| 3    | Irland     | 4   | 2 | 2 | 5:7       | 4      |
| 4    | Finnland   | 4   | 1 | 3 | 4:8       | 2      |
| 5    | Japan      | 4   | 0 | 4 | 0:12      | 0      |

| F. A. R.   | – | Neuseeland | 2:1 |
| F. A. R.   | – | Irland     | 3:0 |
| F. A. R.   | – | Finnland   | 3:0 |
| F. A. R.   | – | Japan      | 3:0 |
| Neuseeland | – | Irland     | 3:0 |

| Neuseeland | – | Finnland | 3:0 |
| Neuseeland | – | Japan    | 3:0 |
| Irland     | – | Finnland | 2:1 |
| Irland     | – | Japan    | 3:0 |
| Finnland   | – | Japan    | 3:0 |

### Hauptrunde

#### Gruppe A
| Rang | Land               | Sp. | S | N | Sp.-Diff. | Punkte |
| ---- | ------------------ | --- | - | - | --------- | ------ |
| 1    | Pakistan           | 3   | 3 | 0 | 9:0       | 6      |
| 2    | Australien         | 3   | 2 | 1 | 6:3       | 4      |
| 3    | Neuseeland         | 3   | 1 | 2 | 2:7       | 2      |
| 4    | Vereinigte Staaten | 3   | 0 | 3 | 1:8       | 0      |

| Pakistan   | – | Australien         | 3:0 |
| Pakistan   | – | Neuseeland         | 3:0 |
| Pakistan   | – | Vereinigte Staaten | 3:0 |
| Australien | – | Neuseeland         | 3:0 |
| Australien | – | Vereinigte Staaten | 3:0 |
| Neuseeland | – | Vereinigte Staaten | 2:1 |

#### Gruppe B
| Rang | Land     | Sp. | S | N | Sp.-Diff. | Punkte |
| ---- | -------- | --- | - | - | --------- | ------ |
| 1    | England  | 3   | 3 | 0 | 8:1       | 6      |
| 2    | Ägypten  | 3   | 2 | 1 | 6:3       | 4      |
| 3    | Schweden | 3   | 1 | 2 | 4:5       | 2      |
| 4    | Kanada   | 3   | 0 | 3 | 0:9       | 0      |

| England  | – | F. A. R. | 2:1 |
| England  | – | Schweden | 3:0 |
| England  | – | Kanada   | 3:0 |
| F. A. R. | – | Schweden | 2:1 |
| F. A. R. | – | Kanada   | 3:0 |
| Schweden | – | Kanada   | 3:0 |

### Halbfinale
| Pakistan | – | F. A. R.   | 3:0 |
| England  | – | Australien | 3:0 |

### Finale
| Pakistan                                     | Finale | England                                                   |
| -------------------------------------------- | --- | --------------------------------------------------------- |
| Team Qamar Zaman Jahangir Khan Maqsood Ahmed | Datum: 21. Oktober 1983 Ort: Auckland \| Jahangir Khan \| 9:3, 9:3, 9:7 \| Hiddy Jahan \| \| Qamar Zaman \| 9:3, 10:8, 1:9, 9:3 \| Gawain Briars \| \| Maqsood Ahmed \| 9:2, 9:1, 9:4 \| Phil Kenyon \| Resultat: 3:0 | Team Gawain Briars Hiddy Jahan Phil Kenyon Geoff Williams |
| Jahangir Khan                                | 9:3, 9:3, 9:7 | Hiddy Jahan                                               |
| Qamar Zaman                                  | 9:3, 10:8, 1:9, 9:3 | Gawain Briars                                             |
| Maqsood Ahmed                                | 9:2, 9:1, 9:4 | Phil Kenyon                                               |

## Abschlussplatzierungen
| Rang | Mannschaft         |
| 01.  | Pakistan           |
| 02.  | England            |
| 03.  | Australien         |
| 04.  | Ägypten            |
| 05.  | Neuseeland         |
| 06.  | Schweden           |
| 07.  | Vereinigte Staaten |
| 08.  | Kanada             |

| Rang | Mannschaft      |
| 09.  | Singapur        |
| 10.  | Irland          |
| 11.  | Wales           |
| 12.  | Schottland      |
| 13.  | Finnland        |
| 14.  | Simbabwe        |
| 15.  | Malaysia        |
| 16.  | Papua-Neuguinea |

| Rang | Mannschaft |
| 17.  | Japan      |
| 18.  | Kuwait     |
| 19.  | Hongkong   |